# 3-Trifluorometylofenylopiperazyna
3-Trifluorometylofenylopiperazyna (TFMPP) – organiczny związek chemiczny z grupy  pochodnych piperazyny. Substancja psychoaktywna o działaniu stymulującym. TFMPP używana była jako legalny substytut MDMA i amfetaminy. W Polsce nielegalna od 8.06.2011.

## Farmakologia i działanie
TFMPP jest nieselektywnym agonistą receptorów serotoninowych 5-HT1B, 5-HT2A i 5-HT2C. TFMPP rzadko rozpatrywane jest jako substancja psychoaktywna sama w sobie, zwykle używana jest w połączeniu z BZP, które podnosi poziom serotoniny i dopaminy w synapsach. Testy na zwierzętach dowiodły, że połączenie TFMPP i BZP wywołuje efekt zbliżony do MDMA. Efekty działania tej mieszanki u ludzi opisywane są jako podobne do MDMA ale w niektórych płaszczyznach odmienne, między innymi nie obejmują żadnych enteogenicznych doświadczeń. Inni przyrównują je do małej dawki LSD i sporej amfetaminy.

## Efekty uboczne
Podobnie jak znaczna większość substancji psychoaktywnych będących pochodnymi piperazyny, TFMPP (w połączeniu z BZP) powoduje wiele efektów ubocznych. Do najczęstszych należą: bezsenność, niepokój, mdłości i wymioty, bóle mięśni i głowy, drgawki, okresowa impotencja a rzadziej psychozy. Ciężko stwierdzić jednoznacznie które z tych efektów są spowodowane samym TFMPP.